# Georgische Basketballnationalmannschaft der Damen
Die georgische Basketballnationalmannschaft der Damen vertritt Georgien im internationalen Basketball und wird vom nationalen Basketballverband GBF (englisch Georgian Basketball Federation) organisiert.
Georgien wurde 1992 Mitglied der FIBA, nachdem es 1991 die Unabhängigkeit von der Sowjetunion erlangt hatte. Bis 1991 traten in Georgien geborene Spielerinnen für die Nationalmannschaft der Sowjetunion an.
Bisher konnte sich die Mannschaft noch zu keinem größeren internationalen Wettbewerb qualifizieren.

## Abschneiden bei internationalen Wettbewerben

### Olympische Spiele
| - keine |

### Weltmeisterschaften
| - keine |

### Europameisterschaften
| - keine |

## Kader
Eine Übersicht des Kaders findet sich beispielsweise auf dem Internetportal eurobasket.com (s. Abschnitt Weblinks).